# دافتاشن
دافتاشن (الأرمينية: Դավթաշեն վարչական շրջան)، هي واحدة من 12 مقاطعة في يريفان، عاصمة أرمينيا تقع على الضفة اليمنى لنهر هرزدان وتحدها مقاطعات أجابنياك وأربكير من الجنوب، ومقاطعة كوتايك من الشمال.
تبلغ مساحة المنطقة 6.45 كيلومتر مربع (أي ما يمثل ٪9 من مدينة يريفان)، مما جعل دافتاشن ثاني أصغر منطقة في يريفان من حيث المساحة.